# Nicolas de Pellevé
Nicolas de Pellevé (1518-1594) (* Castelo de Jouy, Diocese de Paris, 18 de Outubro de 1518 - Paris, 28 de Março de 1594), foi cardeal francês e arcebispo de Reims de 10 de Maio  de 1591até a sua morte.  Estudou direito e escritura sagrada na Universidade de Bourges, onde também ensinou direito.

## Biografia
Nicolas de Pellevé nasceu no Castelo de Jouy, Diocese de Paris, filho de uma família nobre.  Era o segundo filho de Charles Malherbe († 6 de Outubro de 1547), Senhor de Jouy e Ribets, e de sua esposa Hélène du Fay.
Estudou direito e escrituras sagradas na Universidade de Bourges, onde também fez doutorado, e deu aulas de direito.  Durante algum tempo foi membro do conselheiro privado de Henrique II da França e maître des requêts (mestre de recepção) na corte francesa.  Fez parte na corte do cardeal Carlos de Lorena (1524-1574).  Em 24 de Agosto de 1552 foi nomeado Bispo de Amiens. Em 1559, a convite de Maria Stuart é enviado como missionário na Escócia onde tenta converter presbiterianos para a fé católica, a força ou por convicção, recebendo até ajuda da Rainha Elisabeth I.  Retornando à França, mandou construir o Castelo de Liancourt (que em 1830 foi quase totalmente destruído) e em 16 de Dezembro de 1562 é nomeado arcebispo de Sens.  Em 15 de Fevereiro de 1563 participou do Concílio de Trento até o seu encerramento; foi sempre contrário às tendências gálicas da Igreja da França.  Tendo convidado um arquiteto francês, mandou construir a Igreja de São Pedro e São Paulo na cidade onde nasceu, onde repousam vários membros de sua família.
No consistório de 17 de Maio de 1570 foi ordenado cardeal.  Não participou do conclave de 1572, que elegeu o Papa Gregório XIII.  Em 4 de Julho de 1572 ocupa o posto de sacerdote e cardeal da Igreja de São Pedro e São Paulo. Em 14 de Novembro de 1584 ocupa o cargo de cardeal de Santa Praxedes. Tempos depois é eleito prefeito da Congregação dos Bispos e regulares de Roma.
De 21 a 24 de Abril de 1585, participou do conclave que elegeu o Papa Gregório XIV.  Tornou-se um dos membros mais influentes da Liga Católica; em 1585 foi um dos 25 cardeais que assinaram a bula do Papa Sisto V declarando a excomunhão do rei Henrique III de Navarra e declarando-o incapaz de ascender a coroa francesa.  O rei protestou veementemente questionando a legitimidade do papa e ameaçando-o com a convocação de um concílio livre onde seria apresentada a prova da heresia do papa.  O rei Henrique III confiscou os honorários de todos os benefícios do cardeal e ele teve de depender do apoio da Liga e do papa.  Por volta do final do ano de 1587, o rei decide rescindir o embargo dos honorários.  
Em 10 de Maio de 1591 foi nomeado arcebispo metropolitano de Reims, tomando posse somente em 4 de Outubro de 1592.  De 27 a 29 de Outubro de 1591 participou do conclave que elegeu o Papa Inocêncio IX que morreu em 30 de Dezembro de 1591. De 10 a 30 de Janeiro de 1592, participou do conclave que elegeu o Papa Clemente VIII.  
O cardeal estava em Paris e já um pouco adoentado quando, em 22 de Março de 1594, o rei Henrique IV, que lhe tinha feito ferrenha oposição, entrou na cidade.  O rei assegurou ao cardeal que ele não seria incomodado e colocou arqueiros de sua guarda pessoal para proteger o religioso.  A sandice de ver Paris abrir as suas portas para o rei agravou a saúde já debilitada do cardeal e ele vem a morrer seis dias mais tarde, em 28 de Março de 1594, aos 79 anos de idade, sendo sepultado na Igreja dos Celestinos, em Paris, sendo posteriormente, seus restos mortais trasladados para a Catedral Metropolitana de Reims e sepultados próximo ao altar de Santa Maria Madalena, aos pés do túmulo do cardeal Carlos de Lorena.